# 中星9A
中星9A是中华人民共和国首颗国产广播电视直播卫星，采用东方红四号平台，提供Ku波段卫星广播业务（BSS）规划频段转发器直播服务，预计定点于东经101.4度。卫星上设计有24个Ku BSS频段转发器，覆盖中国大陆及香港、澳门、台湾，并专门设计了南海波束。2021年2月，中星 9A 卫星推进剂耗尽，卫星实际寿命3.6年。

## 历史
“中星9A”原为“鑫诺四号”卫星，是发射后出现故障的鑫诺二号的替代星，其原定于2008年年底发射，但之后被推迟。2010年，卫星被中国卫通接手并更名为中星9A，发射亦被进一步推迟。

## 发射
卫星于2017年6月19日00时11分（UTC+8）由长征三号乙运载火箭（遥二十八）在西昌卫星发射中心发射。发射过程中第三级工作段由于现在使用的飞控软件与此次发射的这枚较早制造的火箭不完全兼容，姿态失稳提前关机，卫星未进入GTO，后自行变轨进入GEO成功
。但在轨寿命因姿态控制失误预计将损失十年。截至2017年12月8日，卫星太阳能帆板、天线及卫星系统工作正常。
中国工程院院士、中国运载火箭技术研究院运载火箭系列总设计师龙乐豪21日接受《科技日报》采访时表示，此次问题源于火箭第三级发动机姿态控制的失误，卫星将使用自带推进剂进行多次变轨以到达预定轨道
2017年7月6日，中国航天科技集团宣布卫星经10次轨道调整已于7月5日成功定点于东经101.4度赤道上空的预定轨道，各系统工作正常、转发器已开通。火箭故障原因经专家评审，已定位为三级滑行段姿控发动机滚动控制的推力器出现异常，并完成技术归零和举一反三工作。

## 投入使用
2017年8月20日，有网友披露，中星9A卫星开始不定时传输测试信号，内容为内蒙古、宁夏、贵州及拉萨、三沙当地电视台的频道（定向接收）。2017年9月29日，中星9A正式开始传输电视节目，首批上星的节目为央视部分频道及部分地方卫视。

## 寿命到期
据中星9A卫星数据判断，该卫星推进剂耗尽，公司将根据中星9A卫星最终的实际使用寿命情况，对其资产价值重新核定，后续将按照企业会计准则进行会计处理，对中星9A卫星计提资产减值损失及时予以披露。
2021年2月7日，中星9A提早退役，並被調至墓地軌道。